# Bahnhof DR Byen
DR Byen (früher Universitetet) ist eine oberirdische U-Bahn-Station in der dänischen Hauptstadt Kopenhagen, im Norden des Stadtteils Ørestad. Die Station wird von der Linie M1 des Kopenhagener U-Bahn-Systems bedient.
Die Station in Hochlage wurde am 19. Oktober 2002 für den neuerbauten Metroabschnitt Vestamager–Nørreport eröffnet. Der Name der Station leitet sich von DR Byen, dem gleichnamigen Hauptsitz des dänischen Rundfunks (Danmarks Radio, kurz DR) ab, welches seinen Hauptsitz in unmittelbarer Nähe der Station hat.

## Namensgeschichte
Bei der Eröffnung hieß die Station Universitetet. Während der Planungsphase in den 1990er Jahren wurde vorgesehen, dass die Universität Kopenhagen neue Gebäude hier errichten lassen wollte. Jedoch wurde schon vor Inbetriebnahme der Metro beschlossen, das bestehende Universitätsgelände des Humanistischen Fakultäts 600–800 m weiter nördlich beizubehalten und zu erweitern (ehemals KUA, Københavns Universitet Amager, heute Søndre Campus). Die Stationsname „Universitetet“ wurde irreführend, da dieser Teil der Universität immer an der vorherigen Station, Islands Brygge, lag.
Nach Aussage der Metro seien die Stationsnamen schon vor Betriebsbeginn in technischen Systemen und Dokumentationen eingebunden; eine Namensänderung würde daher schwierig sein, könne über 20 Millionen DKK kosten und den Eröffnungstermin der Strecke verspäten. Stattdessen wurde der Stationsname mit dem Untertitel DR Byen versehen.
Am 18. September 2006 wurde der Name in DR Byen geändert, jedoch nun mit dem Untertitel „Universitetet“. Dieser wurde 2019 gestrichen.
Gleichzeitig 2006 wurde die Station Solbjerg in Fasanvej umbenannt.